# Port lotniczy Das
Port lotniczy Das (ICAO: OMAS) – port lotniczy położony na wyspie Das, w emiracie Abu Zabi, w Zjednoczonych Emiratach Arabskich.